# Vamp (zene)

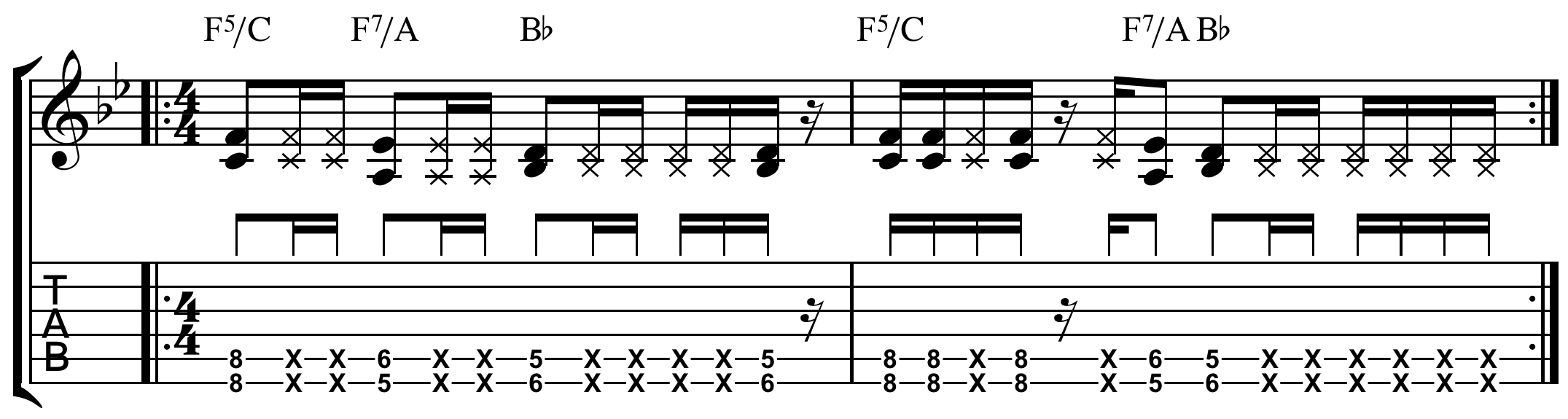
Tipikus funk vagy R&B vamp.

A vamp egy folyamatosan – főleg a basszusmenetben – ismétlődő, ritmikai, dallami vagy harmóniai elem, képlet, melyet főképpen a dzsesszben, gospelekben, soulban és musicalekben használnak, de fellelhető a rock-, funk-, reggae-, R&B-, pop- és countryzenében is. A vamp klasszikus zenei megfelelője az ostinato, a hiphopban a loop és a rockzenében a riff.
Néhány örökzöld dzsessz-darab, melyekben a vamp fellelhető: A Night in Tunisia, Take Five és A Love Supreme.

## A „vamp” a zenében jelentheti még
- Tánczenei számok általában négytaktusos bevezető részét;
- „Vamp”-elést, vagyis a műsorvezető vagy DJ megszólalásában a soron következő zene bevezetőjére addig beszél, ameddig nem kezdődik a zeneszám főtémája, vagy nem indul el az éneklés. Általában a zene címét és előadóját konferálják ilyenkor be, vagy a zenéhez/előadóhoz kötődő információkat mondanak.